# WX10K
WX10K（ダブリューエックスイチゼロケー）は、京セラによって開発された、ワイモバイル（旧ウィルコム）のAndroid搭載PHS/3GまたはPHS/AXGPデュアルモード対応端末である。愛称はDIGNO DUAL 2（ディグノ デュアル ツー）。

## 概要
WX04Kの後継機種で、従来の3G/PHSデュアルモードに加え、DC-HSDPA通信とWireless City PlanningのAXGP網を利用した4G/PHSデュアルモードに対応する。
WX04Kでも対応していた3GによるSMS・MMS(電話番号あて)に加えて、新たにライトメールが利用可能になっている(PHS番号のSMSは非対応)。
旧ウィルコムの会社更生終結後初の新型通話端末となる。
なお本端末は、「Y!mobile」へのブランド移行後も従来のウィルコムブランドのままで販売されていたが、ワイモバイルブランドによる一部料金プランの受付終了に伴い、2015年9月30日をもって販売終了となった。

### 料金プラン
端末発売当初の対応料金プランは「ウィルコムプランLite」および「ウィルコムプランD+」で、その他の料金プランでの契約はできなかった。また、契約期間は3年で、期間の定めのないプランは存在しなかった。
機種変更の場合でも、従前の料金プランの維持はできず、前述の2プランのいずれかへの変更が必須となる。
当初は一度契約すると、ウィルコムプランLite/D+相互間であっても、機種変更を伴わない料金プランの変更が出来なかったが、その後9月9日から相互間の料金コース変更がいつでも可能になった。
2014年8月1日のY!mobileの発足・ブランド統合にともない、2014年7月31日で新規受付を終了し、後継の対応料金プランである「スマホプラン(タイプ3)」の対象機種(契約期間は2年/定めなしを選択できる)となり、ウィルコムプランLite/D+からの移行も可能になった。なお、W-VALUE割引適用中にスマホプランに移行した場合、割引の適用は打ち切りとなる。
2015年10月1日以降、一部料金プランの受付終了にともない、ウィルコムプランLite/D+からスマホプランへの乗換ができなくなっている。

### キャリアメール
メールアドレス
wcm.ne.jp、ymobile.ne.jpのアドレス(MMS)の利用となる。
willcom.comまたはpdx.ne.jpのアドレスは使用不可である。
ただし、機種変更した場合でもメールアドレス自体は保存されているので、利用可能な機種に機種変更すれば復活できる。
SMS(ショートメッセージサービス)等
3GによるSMSおよびMMS(電話番号あて)、PHSによるライトメールに対応する(SMS対応のPHSから送られてきたメールはライトメールとして受信可能だが、ライトメールの文字数の制限以内の部分までとなる)。

### データ通信
4G(AXGP)と3Gによるデータ通信が可能となっている。
（同時期に販売されていた）WX04SHとは異なりPHS網によるデータ通信およびテザリングは利用できない（逆にWX04SHでは3G通信によるテザリング不可）。
テザリングについては料金プランにより取り扱いが異なる。
- ウィルコムプラン(D+/Lite)ではテザリングオプション(月額525円)の付加が必要[1]。
- スマホプランでは標準サービスに含まれている。[2]。

### 音声通話
通話についてはPHS・3Gの両対応で、設定で発信時にどちらを優先させるか変更でき、またダイヤル画面にてPHSと3Gのどちらで発信するかを切り替えることもできる。
3Gによる通話は相手に関わらず一律30秒/21円、PHSによる通話は新ウィルコム定額プランS相当となる。3Gの番号はソフトバンクモバイルのホワイトプランの無料通話先に含まれ、掛けた際にはソフトバンクモバイルの識別音が流れる。
電話番号はPHS番号と3G番号の2つを持つ。したがってユニバーサルサービス料も2回線分が請求される。3Gの電話番号についてはMNPに対応しており、MNP転入による新規契約、MNP転出による解約の他、他社ではあり得ない「MNP転入と同時の機種変更」(3G非対応機種からの機種変更の場合。既存のPHS回線と組み合わせる)や「MNP転出と同時の機種変更」(3G非対応機種への機種変更の場合。PHS番号と3G番号の紐付けが解除されPHS番号のみ残る)も可能である。

### その他
機能面ではDIGNOシリーズでおなじみのスマートソニックレシーバーがウィルコム向け端末としては初搭載されている。

## 搭載アプリ
- 機能音声検索アプリ｢すぐこえ｣

## その他機能
| 主な対応サービス | 主な対応サービス | 主な対応サービス      | 主な対応サービス |
| ---------------- | ---------------- | --------------------- | ---------------- |
| PHS通話          | WILLCOM CORE 3G  | AXGP                  | ライトメール     |
| テザリング       | WiFi             | Bluetooth             | 赤外線通信       |
| GPS              | ワンセグテレビ   | おサイフケータイ／NFC | 緊急速報メール   |
| 防水／防塵       |                  |                       |                  |

## 沿革
- 2013年5月10日  - 工事設計認証取得(001-A00927・形式名「YAKF-1」)[3]。
- 2013年7月4日  - ウィルコムおよび京セラより発表[4][5]。予約受付開始[4]。
- 2013年7月18日 - 販売開始[4]。
- 2013年9月9日 - ウィルコムプラン(D+/Lite 相互間)のプラン変更に関する制限が廃止。
- 2014年8月1日 - Y!mobile発足に伴う料金プランの終了・新規設定に伴い、本機はスマホプラン(タイプ3)の対象端末となる。
- 2015年9月30日 - 販売終了。ウィルコムプラン(D+/Lite)からスマホプラン(タイプ3)への料金プラン変更受付が終了[6]。

## アップデート履歴
- 2013年9月12日 - バージョン(ビルド番号):101.0.2c10

動作の安定性を向上
- 2013年10月17日 - バージョン(ビルド番号):102.0.2e00

カレンダーアプリの曜日と日付の文字色がずれる事象の改善。通話音量が設定より小さくなる事象の改善。
その他、動作の安定性を向上。
- 2014年1月23日 - バージョン(ビルド番号):103.0.2f30

割込通話時の操作性を向上。動作の安定性を向上。
- 2015年4月21日 - バージョン(ビルド番号):104.0.3100

セキュリティ機能の改善。端末動作の安定性を向上。
- 2015年10月29日 - バージョン(ビルド番号):105.0.3200

セキュリティ機能の改善。